# Лагерь военнопленных № 126

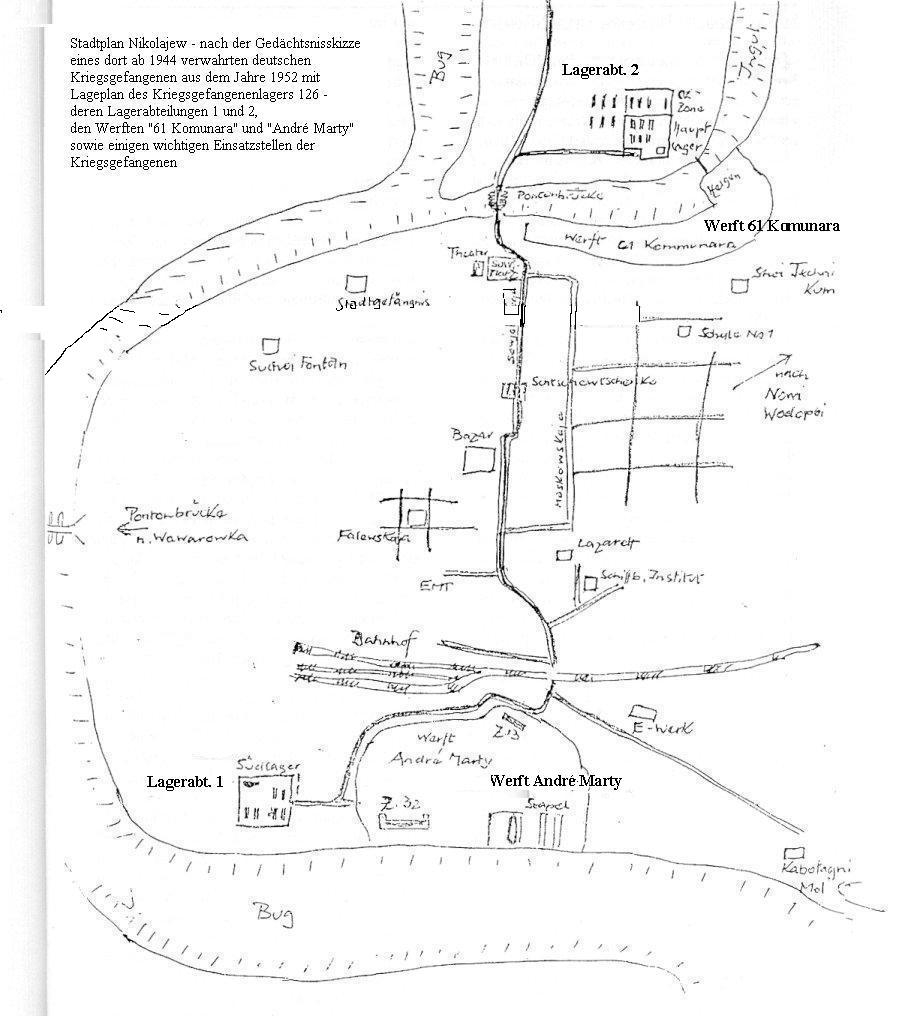
Рисунок расположения отделений № 1 и 2 лагеря в Николаеве

- Не следует путать с немецким Лагерем для военнопленных № 126 (Шталаг-126) в городе Смоленске

Лагерь № 126 МВД СССР — лагерь военнопленных в г. Николаев, существовавший в период с 1944 по 1949 год на части территории бывшего немецкого концлагеря «Шталаг-364». Контингент лагеря использовался на работах по восстановлению города.
Через лагерь прошло около 28 тыс. военнопленных, максимальная численность лагеря в 20 тыс. составляла на середину 1945 года. За весь период погибло от болезней около 2 тыс. пленных.

## История
Образован 16 июня 1943 года в г. Шадринск Курганской области, располагался на левом берегу реки Исеть. Первые две группы немецких военнопленных числом 996 человек прибыли в лагерь 18 сентября 1943 года. Перемещение на Украину началось в феврале 1944 года, вначале в Чернигов, потом в Кривой Рог. При перемещении из лагеря 759 человек были переданы в 84-й лагерь (Асбестовский).
10 мая 1944 года лагерь был перемещён в Николаев, где располагался на части территории бывшего немецкого концлагеря «Шталаг-364». Число военнопленных в нём составляло 1196.
Первая партия военнопленных в 8600 человек прибыла в лагерь в сентябре 1944 года. На конец 1945 года контингент лагеря насчитывал до 20 тысяч пленных.
Труд контингента лагеря использовался на работах по восстановлению Судостроительного завода имени 61 Коммунара, Судостроительного завода имени Андре Марти, морского порта, драмтеатра имени В. П. Чкалова. Николаевского кораблестроительного института, строительного и судостроительного техникумов, Николаевской ТЭЦ, дорог, жилого фонда, трамвайных путей и др.
Первое освобождение из лагеря имело место уже осенью 1945 года, и коснулось больных, инвалидов и нетрудоспособных, а также тех пленных, которые прошли проверку и были признаны не участвовавшими в совершении военных преступлений, и не состояли под подозрением по таким делам.
Перед закрытием лагеря, в мае 1949 года, около 200 военнопленных, подозреваемых в совершении военных преступлений, были вместе с около 400 человек из лагеря № 159 в Одессе переведены в другие лагеря, располагавшиеся в Роя и Курахово.
Лагерь прекратил своё существование в 1949 году.
Некоторое время отдельные здания использовались как общежития для работников Судостроительного завода имени 61 Коммунара, но с расселением в 1980-х годах посёлка Темвод в связи с расширением завода остатки лагеря были уничтожены.

## Контингент
Контингент лагеря составляли военнопленные мужчины в возрасте от 17 до 50 лет «способные к физическому труду и ношению оружия», в основном из Германии. Согласно немецким источникам в лагере также содержалось около десятка женщин в возрасте 20—30 лет из Румынии.
В общей сложности через лагерь прошло почти 28 000 заключённых: более чем 15 000 немцев, почти 8000 венгров, около 3100 румын, более 1000 молдаван или бессарабцев, 628 австрийцев. Всего в лагере были представители не менее чем из 28 стран, в том числе цыгане и два еврея.
Контингент был разделён на батальоны по национальному принципу: 9 немецких батальонов, 6 — венгерских, 2 — румынских (в которых были и другие национальности).
За пять лет существования лагеря по причине болезней погибло до 2000 содержащихся в нём пленных. Большинство случаев гибели имели место в 1944—1945 годах. По данным Народного союза Германии по уходу за военными захоронениями на николаевском кладбище имеется 383 захоронений пленных лагеря, датированных периодом 1945—1949 годов.

## Условия содержания
Труд военнопленных фашистской армии использовался на оплачиваемых принудительных работах по восстановлению города. Оплата труда производилась по республиканским расценкам по отношению к гражданским работникам. Для контингента был установлен 8-часовой рабочий день с получасовым перерывом в полдень, зимой в помещениях без отопления рабочий день сокращался до 4—6 часов. Относящиеся к оздоровительной группе работали на лёгких работах. Этот распорядок иногда, в 1944—1945 годы, мог быть нарушен, но, как правило, действительно соблюдался.
Питание: в среднем на одного пленного выходило около 3200 калорий в сутки (хотя, например, на заключённого в советском ГУЛАГе — 1500). С началом голода 1946—1947 годов — в среднем 2 368 калорий в сутки. Приём пищи осуществлялся два раза в день и включал в себя поллитра супа, и к нему на обед 200 грамм каши. Основой же питания были 600 граммов хлеба, причём после 1945 года выпекавшегося из полноценной муки — до капитуляции Германии в муку добавлялась свекла. Регулярно пленным выдавалось небольшое число сахара, табак (махорка), мыло и спички. В зависимости от выполнения рабочей нормы бригады получали надбавку — при выполнении 80 % — 100 грамм, а при выполнении 100 % — 200 грамм хлеба на человека.
Этапирование пешим порядком проводилось на расстояние до 3 км, на большие расстояния контингент перевозился автотранспортом.
Внутренние управление лагерем находилось в руках самих военнопленных, отобранных администрацией лагеря. При выборе играли роль возраст, образ мыслей, знание русского языка. Они были освобождены от работы за пределами лагеря, следили за поддержанием в лагере чистоты и порядка.
Поскольку подавляющее большинство пленных не имело производственных навыков, они проходили обучение на профессионально-технических курсах штукатуров, бетонщиков, маляров, плотников, кровельщиков, слесарей, арматурщиков, водопроводчиков, электриков, электросварщиков, печников.
Начиная с лета 1946 года в лагере проводились футбольные матчи, которые попользовались большой популярностью у контингента среди немцев и венгров.
Известно, что в результате политико-воспитательной работы некоторые военнопленные вступали в комсомол, пополняли ряды коммунистов.